# 黄桐属
黄桐属（学名：Endospermum）是大戟科下的一个属，为乔木或灌木植物。该属共有12种，分布于印度、马来西亚。